# Stefan Hirsch (Politiker)
Stefan Wenzel-Hirsch (* 7. März 1975 in Wien) war von 2018 bis 2023 Kommunikationschef der SPÖ. Davor war er in den Regierungen Gusenbauer, Faymann und Kern als Pressesprecher oder Büroleiter tätig. Von 2016 bis 2017 fungierte er als Kommunikationschef von Verteidigungs- und Sportminister Hans Peter Doskozil. Von 2014 bis 2016 war Hirsch Büroleiter der Staatssekretärin im Bundesministerium für Finanzen und später im Bundeskanzleramt, Sonja Steßl. 2013 leitete er die Kommunikation der Sozialdemokratischen Partei Österreichs (SPÖ). Hirsch war außerdem Pressesprecher des Bundesministers für Landesverteidigung (später Landesverteidigung und Sport) Norbert Darabos (von 2007 bis 2008 und von 2009 bis 2013) sowie von Bundeskanzler Alfred Gusenbauer (Juni bis Dezember 2008). Bevor Hirsch in der Bundespolitik tätig wurde, stand er der damaligen Wiener Gesundheits- und Sozialstadträtin Renate Brauner als Sprecher zur Seite. Er studierte Kommunikationswissenschaft und Politikwissenschaft in Wien.

## Publikationen
- „Winston Churchill: Personifizierte Ambivalenz“, Gastkommentar in Die Presse vom 23. Jänner 2015
- „Wie wärs denn einmal mit Opposition neu?“, Gastkommentar in Die Presse vom 27. Dezember 2013
- „Die verkannte Kanzlerschaft“, Gastkommentar in Der Standard vom 8. August 2008
- Kein Diskurs, wenig Bewegung. In: Thomas Hofer, Barbara Tóth (Hrsg.): Wahl 2019. Strategien, Schnitzel, Skandale. Ecowin, Salzburg 2019, ISBN 978-3-7110-0254-9, S. 73 ff.
- Ein durch und durch roter Wahlkampf. In: Thomas Hofer, Barbara Tóth (Hrsg.): Wahl 2013. Macht, Medien, Milliardäre – Analysen zur Nationalratswahl. 2. Auflage. LIT, Wien / Berlin / Münster 2014, ISBN 978-3-643-50549-1, S. 37 ff. (eingeschränkte Vorschau in der Google-Buchsuche).